# Copelatus stillicidicola
Copelatus stillicidicola är en skalbaggsart som beskrevs av Bilardo och Rocchi 1995. Copelatus stillicidicola ingår i släktet Copelatus och familjen dykare. Inga underarter finns listade i Catalogue of Life.